# Slovenske radijske postaje
Sljedeči popis sadrži radijske postaje u Sloveniji, razvrstane po pokrivenošću i vrsti sadržaja koje emitiraju. Popis ne sadrži radijske postaje, koje se mogu slušati isključivo putem interneta, isključivo putem DAB+ ili kablovske televizije/operatera.

## Radijske postaje s nacionalnom pokrivenošću

### Radio Slovenija
| ime                          | mogućnost prijema | format | mrežne stranice |
| ---------------------------- | ----------------- | --- | --------------- |
| Radio Slovenija - 1. program | FM, DAB+, DVB-S2  | informacije, novosti, oldie, narodnozabavna i tradicijska glazba, kultura                                                                                           |                 |
| Val 202                      | FM, DAB+, DVB-S2  | informacije, Adult Contemporary, rock, indie, alternativna i popularna glazba, izravni prijenosi športskih događaja i utakmica                                      |                 |
| Ars                          | FM, DAB+, DVB-S2  | kultura, klasična glazba, jazz, religija, svjetska glazba, koncerti, književnost                                                                                    |                 |
| Radio Slovenia International | FM, DAB+, DVB-S2  | informacije na slovenskom, engleskom i njemačkom jeziku, Adult Contemporary, rock, indie, alternativna i popularna glazba, emisije za turiste i strance u Sloveniji |                 |

### Tržišne radijske postaje
| ime          | mogućnost prijema | format                                                   | mrežne stranice                                                           |
| ------------ | ----------------- | -------------------------------------------------------- | ------------------------------------------------------------------------- |
| Radio Center | FM, DAB+          | popularna glazba (Top 40 format)                         |                                                                           |
| Radio 1      | FM, DAB+          | popularna glazba (Top 40 format)                         | Arhivirana inačica izvorne stranice od 19. srpnja 2023. (Wayback Machine) |
| Radio Aktual | FM, DAB+          | popularna i oldie glazba iz susjednih država i Slovenije | Arhivirana inačica izvorne stranice od 29. lipnja 2023. (Wayback Machine) |

### Neprofitne radijske postaje
| ime            | mogućnost prijema | format                                                                          | mrežne stranice |
| -------------- | ----------------- | ------------------------------------------------------------------------------- | --------------- |
| Radio Ognjišče | FM, DAB+          | katolički radio, crkvena, kršćanska, narodnozabavna, tradicijska i oldie glazba |                 |

## Radijske postaje s regionalnom i lokalnom pokrivenošću

### Regionalni kanali Radia Slovenija
| ime           | mogućnost prijema     | format | mrežne stranice |
| ------------- | --------------------- | --- | --------------- |
| Radio Koper   | FM, srednji val, DAB+ | područni radio za Slovensku Primorsku regiju, oldie, popularna, rock, narodnozabavna i tradicijska glazba |                 |
| Radio Maribor | FM, DAB+              | područni radio za sjeveroistočnu Sloveniju, oldie, popularna, rock, narodnozabavna i tradicijska glazba   |                 |

### Manjinske radijske postaje Radija Slovenija
| ime                      | mogućnost prijema             | format                                                                                                   | mrežne stranice |
| ------------------------ | ----------------------------- | --- | --------------- |
| Pomurski madžarski radio | FM, srednji val, DAB+         | radio za mađarsku manjinu u Pomurju, oldie, popularna i narodnozabavna glazba                            |                 |
| Radio Capodistria        | FM, srednji val, DAB+, DVB-S2 | radio za talijansku manjinu u slovenskoj Istri i Primorski, popularna, rock, indie i alternativna glazba |                 |

### Studentski radio
| ime                             | mogućnost prijema | format                        | mrežne stranice |
| ------------------------------- | ----------------- | ----------------------------- | --------------- |
| Mariborski radio Študent (MARŠ) | FM                | studenski radio iz Maribora   |                 |
| Radio Študent                   | FM, DAB+          | studentski radio iz Ljubljane |                 |

### Regionalne radijske postaje s posebnim statusom
| Ime                    | Mogućnost prijema     | Format | Internetna stranica   |
| ---------------------- | --------------------- | --- | --------------------- |
| Murski val             | FM, srednji val, DAB+ | Regionalni radio iz Murske Sobote za područje Pomurja, popularna, oldie, narodnozabavna i tradicionalna glazba                   |                       |
| Radio Ptuj             | FM, DAB+              | Regionalni radio iz Ptuja za područje Štajerske, popularna, oldie i narodnozabavna glazba                                        | [neaktivna poveznica] |
| Radio Slovenske gorice | FM                    | Regionalni radio iz Lenarta u Slovenskim goricama za područje Štajerske, popularna, oldie, narodnozabavna i tradicionalna glazba |                       |
| Koroški radio          | FM, DAB+              | Regionalni radio iz Slovenj Gradca za područje Koruške, popularna, oldie i narodnozabavna glazba                                 |                       |
| Štajerski val          | FM, DAB+              | Regionalni radio iz Šmarja kod Jelšama za područje Savinjske, popularna, oldie i narodnozabavna glazba                           |                       |
| Radio Celje            | FM, DAB+              | Regionalni radio iz Celja za područje Savinjske, popularna, oldie i narodnozabavna glazba                                        |                       |
| Radio Kranj            | FM, DAB+              | Regionalni radio iz Kranja za područje Gorenjske, popularna, oldie i narodnozabavna glazba                                       |                       |

### Mjesne radijske postaje s posebnim statusom
| ime           | mogućnost prijema | format                                                                                                   | mrežne stranice                                                           |
| ------------- | ----------------- | --- | ------------------------------------------------------------------------- |
| Radio Prlek   | FM                | mjesni radio iz Ormoža za područje Štajerske, popularna, oldie i narodnozabavna glazba                   |                                                                           |
| Radio Rogla   | FM                | mjesni radio iz Slovenskih Konjica za područje Savinjske, popularna, oldie i narodnozabavna glazba       |                                                                           |
| Radio Krka    | FM, DAB+          | mjesni radio iz Novoga Mesta za područje Dolenjske, popularna i oldie glazba                             | Arhivirana inačica izvorne stranice od 27. lipnja 2023. (Wayback Machine) |
| Radio Sraka   | FM, DAB+          | mjesni radio iz Novoga Mesta za područje Dolenjske, popularna, oldie, narodnozabavna i narodna glazba    |                                                                           |
| Radio Univox  | FM                | mjesni radio iz Kočevja za područje Dolenjske, popularna i oldie glazba                                  |                                                                           |
| Radio Gorenc  | FM                | mjesni radio iz Tržiča za područje Gorenjske, popularna, oldie, narodnozabavna i tradicijska glazba      |                                                                           |
| Radio Sora    | FM, DAB+          | mjesni radio iz Škofje Loke za područje Gorenjske, popularna, oldie, narodnozabavna i tradicijska glazba |                                                                           |
| Radio Triglav | FM, DAB+          | mjesni radio iz Jesenica za područje Gorenjske, popularna, oldie i narodnozabavna glazba                 |                                                                           |
| Radio 94      | FM, DAB+          | mjesni radio iz Postojne za područje Notranjske, popularna, oldie i narodnozabavna glazba                |                                                                           |
| Radio Robin   | FM, DAB+          | mjesni radio iz Nove Gorice za područje sjevernoprimorske regije, popularna i oldie glazba               |                                                                           |
| Radio Velenje | FM, DAB+          | mjesni radio iz Velenja za područje Šaleške doline, pretežno slovenska popularna i narodnozabavna glazba |                                                                           |

### Radijske postaje s područnim i mjesnim posebnim statusom
| ime                                      | mogućnost prijema | format | mrežne stranice |
| ---------------------------------------- | ----------------- | --- | --------------- |
| Primorski val (Alpski val i Radio Odmev) | FM, DAB+          | mjesni radio iz Kobarida i Idrije za područje sjevernoprimorske regije, popularna, oldie i narodnozabavna glazba |                 |

### Područne i mjesne radijske postaje bez posebna statusa
| ime           | mogućnost prijema | format | mrežne stranice |
| ------------- | ----------------- | --- | --------------- |
| Radio Maxi    | FM, DAB+          | mjesni radio iz Ljutomera za područje Pomurja, popularna, oldie i narodnozabavna glazba                                     |                 |
| Radio Romic   | FM                | mjesni radio iz Murske Sobote za romsku manjinu za područje Pomurja, popularna, oldie i narodnozabavna glazba               |                 |
| Radio Pohorje | FM                | mjesni radio iz Maribora za područje Štajerske, slovenska i hrvatska popularna, oldie, narodnozabavna i tradicijska glazba  |                 |
| Zeleni val    | FM                | mjesni radio iz Grosuplja za područje Središnje Slovenije i Dolenjske, pretežno slovenska popularna i narodnozabavna glazba |                 |

### Tržišne radijske postaje
| ime            | mogućnost prijema | format                                                                                           | mrežne stranice                                                           |
| -------------- | ----------------- | ------------------------------------------------------------------------------------------------ | ------------------------------------------------------------------------- |
| Radio 1 80-a   | FM, DAB+          | tržišni radio iz Ljubljane za područje Središnje Slovenije, popularna i oldie glazba             |                                                                           |
| Net FM         | FM, DAB+          | tržišni radio iz Maribora s popularnom glazbom                                                   |                                                                           |
| Rock Maribor   | FM                | tržišni radio iz Maribora sa rock, metal, indie i alternativnom glazbom                          |                                                                           |
| Radio City     | FM, DAB+          | tržišni radio iz Maribora s popularnom glazbom                                                   |                                                                           |
| MojRadio       | FM                | tržišni radio iz Velenja s popularnom i oldie glazbom                                            |                                                                           |
| Radio Fantasy  | FM, DAB+          | tržišni radio iz Celja s popularnom glazbom                                                      |                                                                           |
| Rock Radio     | FM, DAB+          | tržišni radio iz Ljubljane sa rock, metal, indie i alternativnom glazbom                         |                                                                           |
| Radio Antena   | FM, DAB+          | tržišni radio iz Ljubljane s popularnom glazbom                                                  | Arhivirana inačica izvorne stranice od 2. srpnja 2023. (Wayback Machine)  |
| Radio Bob      | FM, DAB+          | tržišni radio iz Ljubljane s rock, metal, indie i alternativnom glazbom                          | Arhivirana inačica izvorne stranice od 14. srpnja 2023. (Wayback Machine) |
| Radio Ekspres  | FM, DAB+          | tržišni radio iz Ljubljane s popularnom i oldie glazbom                                          |                                                                           |
| Radio Hit      | FM                | tržišni radio iz Ljubljane s popularnom glazbom                                                  |                                                                           |
| Best FM        | FM, DAB+          | tržišni radio iz Ljubljane s turbofolk glazbom                                                   |                                                                           |
| Radio Veseljak | FM, DAB+          | tržišni radio iz Ljubljane sa isključivom slovenskom narodnom, popularnom i tradicijskom glazbom | Arhivirana inačica izvorne stranice od 1. srpnja 2023. (Wayback Machine)  |
| Radio Capris   | FM, DAB+          | tržišni radio iz Kopra s popularnom glazbom                                                      |                                                                           |

## Radijske postaje, koje su prestale odašiljati program
| Program                                                             | Datum prestanka rada | Program, koji se čuje na nekadašnjim frekvencijama |
| ------------------------------------------------------------------- | -------------------- | -------------------------------------------------- |
| Poslovni val (Slovenski poslovni kanal)                             | 11. travnja 2007.    | Radio 1                                            |
| Radio Bakla                                                         | svibnja 2008.        | Radio 1, kasnije Rock Celje                        |
| Turistični radio Potepuh                                            | ?                    | ?                                                  |
| Radio Plus                                                          | 2010.                | Radio Bit                                          |
| Notranjski radio Logatec (NTR)                                      | ?                    | Radio 94                                           |
| Radio Bit                                                           | 9. studenog 2011.    | Radio Top                                          |
| Radio Gama MM                                                       | 3. travnja 2006.     | Radio Ekspres                                      |
| Radio Fantasy                                                       | 1. siječnja 2012.    | Radio Antena                                       |
| Radio Geoss                                                         | 16. veljača 2008.    | Radio 1                                            |
| Radio glas Ljubljane                                                | 31. prosinca 2007.   | Radio Aktual                                       |
| Radio Hrvatini                                                      | 31. prosinca 2007.   | Radio Tartini                                      |
| Celjski val                                                         | ?                    | Radio 1                                            |
| Radio Klasik                                                        | 31. prosinca 2007.   | Radio 1                                            |
| Radio Max                                                           | 18. travnja 2007.    | Radio 1                                            |
| Radio Morje                                                         | 18. travnja 2007.    | Radio 1                                            |
| Radio Portorož                                                      | 18. travnja 2007.    | Radio 1                                            |
| Radio Sevnica                                                       | 2007.                | Radio Veseljak                                     |
| Radio Brežice                                                       | 3. siječnja 2008.    | Radio Aktual, kasnije Radio Veseljak               |
| Radio Šport                                                         | 11. travnja 2007.    | Radio 1                                            |
| Radio Val (Sežana)                                                  | 18. travnja 2007.    | Radio 1                                            |
| Radio Tempo                                                         | 1. svibnja 2010.     | Radio Center                                       |
| Radio Radlje                                                        | 15. veljača 2010.    | Radio 1                                            |
| Radio Orion                                                         | 16. lipnja 2008.     | Radio 1                                            |
| Radio Energy                                                        | 1. listopada 2008.   | Radio Center                                       |
| Radio Urban                                                         | 15. lipnja 2009.     | Radio 1                                            |
| Radio Odeon                                                         | 2. veljača 2009.     | Radio 1                                            |
| Radio Dur                                                           | 4. svibnja 2011.     | Radio Pacient                                      |
| Radio Pacient                                                       | 1. prosinca 2012.    | Radio Center, od 8. septembra 2014 Rock Radio      |
| Radio Viva                                                          | 16. travnja 2012.    | Radio 1                                            |
| Radio Grom                                                          | 19. ožujka 2012.     | Radio 1                                            |
| Studio D                                                            | 11. siječnja 2012.   | Radio Aktual                                       |
| Radio Nova                                                          | 12. travnja 2012.    | Radio Center                                       |
| Radio Snoopy                                                        | 12. travnja 2012.    | Radio Center                                       |
| Radio Goldi                                                         | 12. travnja 2012.    | Radio 1                                            |
| Radio Ljubljana                                                     | listopad 2012.       | Radio S                                            |
| Radio Belvi                                                         | 1. siječnja 2012.    | Radio Antena                                       |
| Radio Tartini                                                       | 2011.                | Radio Aktual                                       |
| Radio Kum                                                           | 3. studenog 2014.    | Radio Aktual                                       |
| Radio Radio                                                         | 30. siječnja 2015.   | Radio 1                                            |
| Radio Alfa                                                          | 20. siječnja 2014.   | Radio Center                                       |
| Radio S                                                             | 23. studenog 2015.   | Radio 2                                            |
| Radio Antena Gorenjska                                              | 1. veljača 2016.     | Radio 1                                            |
| Radio Antena Maribor                                                | 17. siječnja 2016.   | Rock Maribor                                       |
| Radio Europa 05                                                     | 17. listopada 2016.  | Radio Bob                                          |
| Radio Top                                                           | 17. siječnja 2016.   | Rock Radio                                         |
| Radio Antena Štajerska                                              | 3. siječnja 2018.    | Radio Fantasy                                      |
| Radio Laser                                                         | 4. lipnja 2019.      |                                                    |
| Radio Velenje                                                       | 31. prosinca 2021.   | Radio Veseljak                                     |
| Radio Brezje                                                        | travanj 2022.        | Radio Veseljak                                     |
| Radio Salomon (prestao emitirati na FM; može se slušati putem DAB+) | 11. studenog 2022.   | Best FM                                            |
| Odprti radio                                                        | 25. studenog 2022.   | Radio Salomon                                      |
| Radio 2                                                             | 23. siječnja 2023.   | Radio 1 80-a                                       |
| Rock Celje                                                          | 1. lipnja 2023.      | Best FM                                            |